# Bizkarreta-Gerendiain
Bizkarreta-Gerendiain (spanisch Viscarret) ist ein kleiner Ort in der Gemeinde Erro/Erroibar im baskischsprachigen Teil (Zona vascófona) der Autonomen Gemeinschaft Navarra.
Das Dorf liegt am Jakobsweg und war im Mittelalter ein wichtiger Ort für die Jakobspilger. Das Jakobsbuch nennt Biscaretum im 12. Jahrhundert noch als erstes Etappenziel auf spanischem Boden und überging damit das gerade gegründete Kloster von Roncesvalles. Dieser Teil der Ortsgeschichte lässt sich aber nur mehr in Dokumenten verfolgen, vom Hospiz selbst finden sich keine Spuren mehr.
Die Kirche San Pedro stammt aus dem 13. Jahrhundert und weist bereits gotische Elemente auf. Anfang des 20. Jahrhunderts erfuhr sie wesentliche Umbauten. Interessant ist, dass die Apsis – wie in der vorromanischen Kirchenarchitektur dieser Gegend – rechteckig angelegt wurde.